# 경남기업 정치권 금품 제공 의혹
경남기업 정치권 금품 제공 의혹은 이명박 정부 자원 외교 비리 사건의 수사로 시작된 경남기업의 비리 의혹 사건이다. 

## 진행
서울중앙지검 특수1부는 경남기업이 자원개발 사업에 참여하면서 받은 성공불융자에 특혜가 있었는지 확인하고 경남기업 대주주인 성완종 회장의 정관계 청탁, 로비 여부를 알아볼 방침이었으나, 전 회장인 성완종이 영장실질심사 전 자살함에 따라 공소권 없음으로 종료되었다. 이후 성완종의 시신 수습과정에서 상의 주머니에 있던 이름과 금액이 적힌 금품 메모지가 발견되었다. A4용지 8분의 1 크기로 특정인의 이름과 금액 등 모두 55자가 적혀 있었다. 메모에는 김기춘, 허태열 전 비서실장 외에 ‘유정복 3억, 종쟁인 1억, 홍준표 1억, 부산시장 2억’, 이병기 대통령비서실장과 이완구 국무총리의 이름도 적혀 있었으며 언론은 이를 '성완종 리스트'로 부르며 보도하였다.
2015년 4월 12일, 대검찰청에 문무일 대전지검장을 팀장으로 하는 "경남기업 의혹 관련 특별수사팀"이 개설되며 정치권 금품 제공 의혹으로 수사가 확대되었다.
5월 15일 검찰 특별수사팀이 충청남도 서산시 해미면의 서산장학재단을 압수수색했다. 성완종이 서산장학재단을 통해 비자금을 세탁하고, 불법 정치자금을 제공했다는 의혹에 대한 정보를 수집하기 위함이었다. 또한, 특별수사팀은 법무부에 2007년 말 특별사면 자료를 요청했다.
2015년 7월 2일, 검찰은 이완구 전 국무총리, 홍준표 경남지사만 불구속 기소하고 성완종 리스트에 올라있는 나머지 인원에 대하여는 무혐의 또는 공소권 없음으로 불기소 처분함.
2016년 1월 29일, 이완구 전 국무총리에 대한 1심 판결에서 법원은 성완종 전 회장이 남긴 메모의 증거능력을 인정하여 징역 8월에 집행유예 2년을 선고하였다.
더불어민주당은 2016년 2월 2일, 검찰이 2015년 불기소한 6명(김기춘, 허태열, 유정복, 홍문종, 이병기 등)에 대하여 정치자금법 위반 혐의로 수사해달라고 고발장을 제출하였고, 검찰이 수사에 착수함
2017년 12월 22일, 대법원에서 홍준표의 성완종 리스트 관련 혐의에 대해 최종적으로 무죄가 확정되었다.